# Elecciones estatales en Hidalgo de 1996
Las elecciones estatales de Hidalgo de 1996 se llevó a cabo en dos jornadas, la primera el domingo 18 de febrero y en ellas fueron los siguientes cargos de elección popular en el estado de Hidalgo:
- 40 Diputados al Congreso del estado. Electos por una mayoría de cada uno de los Distritos electorales.

Y la segunda el domingo 10 de noviembre en que se eligió:
- 84 Ayuntamientos. Formados por un Presidente Municipal y regidores, electo para un período de tres años, no reelegibles de manera consecutiva.

## Resultados electorales

### Ayuntamientos

#### Ayuntamiento de Pachuca
- Juan Manuel Sepulveda Fayad  Hecho